# House of Pain (альбом)
House of Pain (подзаголовок Fine Malt Lyrics) — дебютный студийный альбом американской хип-хоп группы House of Pain, выпущенный 21 июля 1992 года на лейбле Tommy Boy Records.

## Отзывы критиков
- Rolling Stone  (10/29/92, p. 70) — «С заводной развязностью эта коллекция хардкор хип-хоп-треков предлагает множество красочных моментов под названием House of Pain».
- Q  (12/92, p. 124) — «…их музыка относится к плотной, жёсткой школе хип-хопа… группа впитала музыкальные уроки рэпа чёрных и создала удовлетворяющую платформу для своих выступлений выше среднего…»
- The Source  (9/92, p. 57) — «…очень солидный и местами особенный альбом… Представьте, если бы Licensed to Ill был не еврейским произведением высшего среднего класса, а скорее ирландским произведением рабочего класса… атмосфера похожа на нечто среднее между вечеринкой братства и дракой в баре…»
- NME (11/7/92, p. 34) — «…содержит немного творческой и реализованной рэп-музыки…»

## Список композиций
| №   | Название                        | Длительность |
| --- | ------------------------------- | ------------ |
| 1.  | «Salutations»                   | 1:08         |
| 2.  | «Jump Around»                   | 3:37         |
| 3.  | «Put Your Head Out»             | 3:02         |
| 4.  | «Top o’ the Morning to Ya»      | 3:37         |
| 5.  | «Commercial 1»                  | 0:08         |
| 6.  | «House and the Rising Son»      | 3:39         |
| 7.  | «Shamrocks and Shenanigans»     | 3:39         |
| 8.  | «House of Pain Anthem»          | 2:35         |
| 9.  | «Danny Boy, Danny Boy»          | 1:54         |
| 10. | «Guess Who’s Back»              | 3:59         |
| 11. | «Commercial 2»                  | 0:21         |
| 12. | «Put on Your Shit Kickers»      | 3:10         |
| 13. | «Come and Get Some of This»     | 2:51         |
| 14. | «Life Goes On»                  | 2:43         |
| 15. | «One for the Road»              | 2:49         |
| 16. | «Feel It»                       | 4:00         |
| 17. | «All My Love»                   | 3:20         |
| 18. | «Jump Around (Pete Rock Remix)» | 3:56         |

## Участники записи
- House of Pain
  - Эверласт — вокал
  - Дэнни Бой[англ.] — вокал
  - DJ Lethal — скрэтчинг
- Продюсеры
  - DJ Lethal
  - DJ Muggs
  - Ralph Tha Funky Mexican

## Позиции в чартах

### Недельные чарты
| Хит-парад (1992)                       | Высшая позиция |
| -------------------------------------- | -------------- |
| Нидерланды (Album Top 100)             | 47             |
| Германия (Offizielle Top 100)          | 61             |
| Новая Зеландия (RMNZ)                  | 35             |
| Великобритания (UK Albums Chart)       | 73             |
| США (Billboard 200)                    | 14             |
| США Top R&B/Hip-Hop Albums (Billboard) | 16             |

### Годовые чарты
| Хит-парад (1992)                   | Позиция |
| ---------------------------------- | ------- |
| Top R&B/Hip-Hop Albums (Billboard) | 88      |
| Хит-парад (1993)                   | Позиция |
| Billboard 200                      | 79      |
| Top R&B/Hip-Hop Albums (Billboard) | 62      |

## Сертификации
| Регион                                                      | Сертификация | Продажи    |
| ----------------------------------------------------------- | ------------ | ---------- |
| США (RIAA)                                                  | Платиновый   | 1 000 000^ |
| ^ Данные о тиражах приведены только на основе сертификации. |              |            |